# Pilot Grove Township (comté de Moniteau, Missouri)
Pour les articles homonymes, voir Pilot Grove Township.
Pilot Grove Township est un ancien township, situé dans le comté de Moniteau, dans le Missouri, aux États-Unis,.
Le township est fondé en 1854et baptisé en référence au cours d'eau Pilot Branch (en).

### Source de la traduction
- (en) Cet article est partiellement ou en totalité issu de l’article de Wikipédia en anglais intitulé « Pilot Grove Township, Moniteau County, Missouri » (voir la liste des auteurs).